# 北九州市立葛原小学校
北九州市立葛原小学校（きたきゅうしゅうしりつくずはらしょうがっこう）は、福岡県北九州市小倉南区葛原にある公立小学校。

## 沿革
- 1876年（明治9年） - 葛原小学校として開校
- 1886年（明治19年） - 葛原小学校簡易科に改称
- 1908年（明治41年） - 葛原尋常小学校に改称
- 1942年（昭和16年） - 葛原国民学校に改称
- 1947年（昭和22年） - 小倉市立葛原小学校に改称
- 1963年（昭和38年） - 北九州市立葛原小学校に改称
- 1975年（昭和50年） - 創立100周年記念行事を挙行
- 1975年（昭和50年） - 湯川小学校分離開校
- 1995年（平成7年） - 創立120周年記念行事を挙行
- 2005年（平成17年） - 創立130周年記念式典・祝賀会を挙行

## 交通
- JR日豊本線・安部山公園駅下車、徒歩約16分
- 西鉄バス葛原小学校前下車、徒歩約5分

## 周辺
- 九州自動車道小倉東インターチェンジ
- 北九州高速1号線長野出入口